# 2012年夏季奧林匹克運動會丹麥代表團
2012年夏季奧林匹克運動會丹麥代表團會參加2012年7月27日至8月12日在英國倫敦舉行的第三十屆奧林匹克運動會。他們共派出113位運動員參與17個項目。
7月31日Anders Golding率先在男子飛靶射擊(Skeet)項目為丹麥取得第一面銀牌。
8月2日在男子輕量級四人單槳無舵手賽艇(Men's lightweight fours)項目取得銅牌。
8月3日，克里斯汀娜·彼德森和约金·费舍尔·尼尔森在羽球混合雙打項目，以21比12、21比12的成績打敗印尼選手Natsir和Ahmad，獲得第三名，取得丹麥的第三面奧運獎牌。
8月4日丹麥組合拉斯穆斯·奎斯特·汉森和马斯·拉斯穆森勇奪倫敦奧運會賽艇比賽男子輕量級雙人雙槳(Men's Lightweight Double Sculls)決賽金牌。20分鐘後，女子單人雙槳再次由丹麥的Fie Udby Erichsen取得銀牌。
8月5日Jonas Høgh-Christensen在男子帆船芬蘭人級(Finn Dinghy)項目輸給了英國選手，取得銀牌。
Lasse Norman Hansen在男子場地自行車個人全能賽(Men's Omnium)中，以總積分27分奪得金牌。
在男子羽球雙打項目決賽，丹麥的Carsten Mogensen和Matthias Boe不敵大陸選手傅海峰、蔡贇，以16-21. 15-21敗北，獲得銀牌。

## 外部連結
- National Olympic Committee and Sports Confederation of Denmark（页面存档备份，存于）
- Danmarks officielle OL-site（页面存档备份，存于）